# Comuna de Zabierzów
Zabierzów (polaco: Gmina Zabierzów) é uma gminy (comuna) na Polónia, na voivodia de Pequena Polónia e no condado de Krakowski. A sede do condado é a cidade de Zabierzów.
De acordo com os censos de 2004, a comuna tem 22 257 habitantes, com uma densidade 224 hab/km².

## Área
Estende-se por uma área de 99,59 km², incluindo:
- área agrícola: 65%
- área florestal: 14%

## Demografia
Dados de 30 de Junho de 2004:
|                      | Total   | Total | Mulheres | Mulheres | Homens  | Homens |
| -------------------- | ------- | ----- | -------- | -------- | ------- | ------ |
|                      | pessoas | %     | pessoas  | %        | pessoas | %      |
| População            | 22 014  | 100   | 11 424   | 51,9     | 10 590  | 48,1   |
| Densidade (pop./km²) | 221     | 100   | 114,7    | 114,7    | 106,3   | 106,3  |

De acordo com dados de 2002, o rendimento médio per capita ascendia a 1405,41 zł.